# Tonio Borg
Tonio Borg (Floriana, 12 maggio 1957) è un avvocato ed ex politico maltese, esponente del Partito Nazionalista.
È stato più volte ministro e vice primo ministro. Dal 28 novembre 2012 al 30 giugno 2013 è stato Commissario europeo per la Salute e la Politica dei Consumatori, dal 1º luglio dello stesso anno al 31 ottobre 2014 ha conservato solo il portafoglio della salute.

## Biografia
Borg frequentò il Collegio gesuita St. Aloysius e nel 1979 si laureò con lode in giurisprudenza presso l'Università di Malta.
Tra il 1980 e il 1995 lavorò come avvocato, specializzandosi in casi riguardanti i diritti umani. Tra il 1990 e il 1995 fu membro del Comitato europeo per la prevenzione della tortura. Borg insegna diritto pubblico all'Università di Malta. Tra il 1987 e il 1992 Borg ha diretto la banca Mid Med.

### Carriera politica
Borg iniziò ad occuparsi di politica durante i suoi studi. Fece parte del Consiglio degli studenti universitari e fu attivo nell'organizzazione degli studenti cristiano-democratici SDM e nel movimento giovanile del Partito nazionalista, di cui fu anche segretario generale e presidente. Fa parte dell'esecutivo del Partito nazionalista dal 1978 e ha presieduto il Consiglio generale del partito tra il 1988 e il 1995.
Nel 1992 Borg fu eletto per la prima volta in Parlamento, nelle file del Partito nazionalista. È stato rieletto in tutte le elezioni seguenti fino alle elezioni del 2008. Tra il 1992 e il 1995 fece parte dell'assemblea parlamentare del Consiglio d'Europa, del comitato parlamentare congiunto tra il Parlamento europeo e quello maltese e dell'autorità maltese per l'ambiente e la pianificazione. Nell'aprile 1995 fu nominato Ministro dell'interno e portavoce del Partito nazionalista. Borg trascorse all'opposizione il periodo tra il 1996 e il 1998, in cui fu nuovamente membro del comitato parlamentare congiunto Malta-UE. Nel settembre 1998 Borg tornò a fare parte del governo come Ministro dell'interno e svolse l'incarico fino al 2008. Durante il suo mandato Borg è stato anche responsabile per qualche tempo della giustizia, del governo locale, dell'ambiente, della pianificazione urbanistica e della gestione delle proprietà dello stato.
Come ministro dell'interno e della giustizia, Borg è stato fra i responsabili dell'elaborazione della politica di detenzione per gli immigrati irregolari e i richiedenti asilo. La politica maltese è stata condannata dalla Corte europea dei diritti dell'uomo nel luglio 2010 ed è stata fortemente criticata da ONG e organismi internazionali, tra cui Human Rights Watch e l'UNHCR. Nel 2002 Borg era in carica durante la controversa espulsione di 230 richiedenti asilo eritrei, in seguito sottoposti a tortura in Eritrea.
Nel marzo 2004 Borg è stato eletto vice leader del Partito nazionalista e poco tempo dopo è stato nominato vice primo ministro e presidente della Camera dei rappresentanti. Nel marzo 2008 è stato nominato ministro degli esteri e ha mantenuto l'incarico di vice primo ministro.
Borg è noto per la sua fede cattolica e le sue posizioni ultra-conservatrici. Borg ha partecipato alla campagna per inserire nella Costituzione maltese il divieto d'aborto già previsto dal codice penale e nel 2009 si è opposto alla proposta laburista di riconoscere alle coppie conviventi a lungo termine (eterosessuali o omosessuali) gli stessi diritti nella legislazione maltese sugli alloggi in affitto. Si è opposto inoltre alla legge sul divorzio, votando contro in Parlamento anche dopo il risultato positivo del referendum consultivo del 2011.

#### Commissario europeo
Dopo le dimissioni del commissario europeo di Malta John Dalli il 16 ottobre 2012, il 20 ottobre 2012 Borg è stato indicato dal governo di Malta per fare parte della Commissione europea. Il 21 ottobre 2012 Borg si è dimesso dall'incarico di vice leader del Partito nazionalista. La nomina è stata approvata dal Parlamento europeo il 21 novembre con 386 voti a favore, 281 contrari e 28 astenuti ed è divenuta effettiva dopo l'approvazione da parte del Consiglio dell'Unione europea il 28 novembre 2012. Il mandato di Borg è scaduto il 31 ottobre 2014.
Le posizioni conservatrici di Borg hanno indotto contestazioni alla sua indicazione per l'incarico di commissario europeo, ma le contestazioni sono diminuite dopo l'audizione di Borg davanti al Parlamento europeo, giudicata piuttosto convincente.

## Vita personale
Borg è sposato e ha tre figli.